# Прімера Дивізіон (Перу)
Пріме́ра Дивізіо́н (ісп. Primera División) — найвища ліга чемпіонату Перу з футболу, в якій виявляється чемпіон країни та учасники міжнародних клубних змагань.

## Чемпіони
| 1912 | Ліма Крикет          | 1935 | Спорт Бойз           | 1955 | Альянса Ліма     | 1974 | Універсітаріо    | 1993 | Універсітаріо          |
| 1913 | Хорхе Чавес № 1      | 1937 | Спорт Бойз           | 1956 | Спортінг Крістал | 1975 | Альянса Ліма     | 1994 | Спортінг Крістал       |
| 1914 | Ліма Крикет          | 1938 | Депортіво Мунісіпаль | 1957 | Сентро Ікеньйо   | 1976 | Уніон Уараль     | 1995 | Спортінг Крістал       |
| 1915 | Спорт Хосе Гальвес   | 1939 | Універсітаріо        | 1958 | Спорт Бойз       | 1977 | Альянса Ліма     | 1996 | Спортінг Крістал       |
| 1916 | Спорт Хосе Гальвес   | 1940 | Депортіво Мунісіпаль | 1959 | Універсітаріо    | 1978 | Альянса Ліма     | 1997 | Альянса Ліма           |
| 1917 | Спорт Хуан Беловучич | 1941 | Універсітаріо        | 1960 | Універсітаріо    | 1979 | Спортінг Крістал | 1998 | Універсітаріо          |
| 1918 | Альянса Ліма         | 1942 | Спорт Бойз           | 1961 | Спортінг Крістал | 1980 | Спортінг Крістал | 1999 | Універсітаріо          |
| 1919 | Альянса Ліма         | 1943 | Депортіво Мунісіпаль | 1962 | Альянса Ліма     | 1981 | Мельгар          | 2000 | Універсітаріо          |
| 1920 | Спорт Інка           | 1944 | Маріскаль Сукре      | 1963 | Альянса Ліма     | 1982 | Універсітаріо    | 2001 | Альянса Ліма           |
| 1921 | Спорт Прогресо       | 1945 | Універсітаріо        | 1964 | Універсітаріо    | 1983 | Спортінг Крістал | 2002 | Спортінг Крістал       |
| 1926 | Спорт Прогресо       | 1946 | Універсітаріо        | 1965 | Альянса Ліма     | 1984 | Спорт Бойз       | 2003 | Альянса Ліма           |
| 1927 | Альянса Ліма         | 1947 | Атлетіко Чалако      | 1966 | Універсітаріо    | 1985 | Універсітаріо    | 2004 | Альянса Ліма           |
| 1928 | Альянса Ліма         | 1948 | Альянса Ліма         | 1967 | Універсітаріо    | 1986 | Сан-Агустін      | 2005 | Спортінг Крістал       |
| 1929 | Універсітаріо        | 1949 | Універсітаріо        | 1968 | Спортінг Крістал | 1987 | Універсітаріо    | 2006 | Альянса Ліма           |
| 1930 | Атлетіко Чалако      | 1950 | Депортіво Мунісіпаль | 1969 | Універсітаріо    | 1988 | Спортінг Крістал | 2007 | Універсідад Сан-Мартін |
| 1931 | Альянса Ліма         | 1951 | Спорт Бойз           | 1970 | Спортінг Крістал | 1989 | Уніон Уараль     | 2008 | Універсідад Сан-Мартін |
| 1932 | Альянса Ліма         | 1952 | Альянса Ліма         | 1971 | Універсітаріо    | 1990 | Універсітаріо    | 2009 | Універсітаріо          |
| 1933 | Альянса Ліма         | 1953 | Маріскаль Сукре      | 1972 | Спортінг Крістал | 1991 | Спортінг Крістал | 2010 | Універсідад Сан-Мартін |
| 1934 | Універсітаріо        | 1954 | Альянса Ліма         | 1973 | Дефенсор Ліма    | 1992 | Універсітаріо    | 2011 | Хуан Ауріч             |

| Сезон | Чемпіон               |
| ----- | --------------------- |
| 2012  | Спортінг Крістал      |
| 2013  | Універсітаріо         |
| 2014  | Спортінг Крістал      |
| 2015  | Мельгар               |
| 2016  | Спортінг Крістал      |
| 2017  | Альянса Ліма          |
| 2018  | Спортінг Крістал      |
| 2019  | Депортиво Бінасьональ |
| 2020  | Спортінг Крістал      |
| 2021  | Альянса Ліма          |
| 2022  | Альянса Ліма          |
| 2023  | Універсітаріо         |
| 2024  | Універсітаріо         |

## Клуби за титулами
| Клуб                   | Перемоги | Роки |
| ---------------------- | -------- | --- |
| Універсітаріо          | 28       | 1929, 1934, 1939, 1941, 1945, 1946, 1949, 1959, 1960, 1964, 1966, 1967, 1969, 1971, 1974, 1982, 1985, 1987, 1990, 1992, 1993, 1998, 1999, 2000, 2009, 2013, 2023, 2024 |
| Альянса Ліма           | 25       | 1918, 1919, 1927, 1928, 1931, 1932, 1933, 1948, 1952, 1954, 1955, 1962, 1963, 1965, 1975, 1977, 1978, 1997, 2001, 2003, 2004, 2006, 2017, 2021, 2022                   |
| Спортінг Крістал       | 20       | 1956, 1968, 1970, 1972, 1979, 1980, 1983, 1988, 1991, 1994, 1995, 1996, 2002, 2005, 2012, 2014, 2016, 2018, 2020                                                       |
| Спорт Бойз             | 6        | 1935, 1937, 1942, 1951, 1958, 1984 |
| Депортіво Мунісіпаль   | 4        | 1938, 1940, 1943, 1950 |
| Універсідад Сан-Мартін | 3        | 2007, 2008, 2010 |
| Мельгар                | 2        | 1981, 2015 |
| Ліма Крикет            | 2        | 1912, 1914 |
| Спорт Хосе Гальвес     | 2        | 1915, 1916 |
| Спорт Прогресо         | 2        | 1921, 1926 |
| Атлетіко Чалако        | 2        | 1930, 1947 |
| Маріскаль Сукре        | 2        | 1944, 1953 |
| Уніон Уараль           | 2        | 1976, 1989 |
| Хорхе Чавес № 1        | 1        | 1913 |
| Спорт Хуан Беловучич   | 1        | 1917 |
| Спорт Інка             | 1        | 1920 |
| Сентро Ікеньйо         | 1        | 1957 |
| Дефенсор Ліма          | 1        | 1973 |
| Сан-Агустін            | 1        | 1986 |
| Хуан Ауріч             | 1        | 2011 |
| Депортиво Бінасьональ  | 1        | 2019 |